# Playbour
Playbour (manchmal auch Playbor geschrieben) ist eine hybride Form von Spiel und Arbeit, insbesondere in der Computerspielindustrie.

## Geschichte
Der Begriff wurde 2005 von Julian Kücklich in seinem Artikel Precarious Playbour: Modders and the Digital Games Industry geprägt. Kücklich beschreibt Playbour als eine Form der freien Arbeit, die weder in traditionelle Definitionen von Arbeit noch in die Kategorien Spiel oder Freizeit passt. Kücklich argumentiert, dass die Arbeit des Spielens und die Arbeit, die Spieler in die Modifizierung der von ihnen gespielten Spiele investieren, als Arbeit anerkannt werden sollten, die Kapital für andere produziert. Dennoch werden Playbour-Formen oft fälschlicherweise als bloße Erweiterung des Spiels wahrgenommen. Playbour wird manchmal auch als Teil der Gamifizierung der Gesellschaft im Allgemeinen kategorisiert.
Während der Begriff Playbour selbst eine relativ neue Erfindung ist, gibt es die Phänomene, um die es geht – die produktive Freizeit und die freie Arbeit in der digitalen Spielebranche – mindestens seit den späten 1990er Jahren. Kücklich stellt fest, dass sich das Verhältnis zwischen den Spielern digitaler Spiele und der digitalen Spieleindustrie seit Anfang der 1990er Jahre erheblich verändert hat. Er führt die Veränderung auf die zunehmende Verbreitung von Computerspielmodifikationen oder „Modding“ zurück, die unter Spielern weit verbreitet sind.
Bis 2012 wurde der Begriff Playbour von Trebor Scholz erweitert. In seinem Vortrag auf der re:publica im Jahr 2016 ging Scholz auf die Frage ein, wie Plattformkooperativen das Netzwerk entfesseln können. Er argumentiert, dass worker cooperatives (oder co-ops for short) kein neues Konzept seien. Es handelt sich um gewinnorientierte „Unternehmen, die ihren Mitarbeitern gehören und von ihnen geführt werden“ (“business enterprises owned and governed by their employees”), ohne eine traditionelle Aktionärsstruktur. Im Jahr 2004 wurde die U.S. Federation of Worker Cooperatives (USFWC) gegründet, um eine nationale Mitgliederorganisation für Arbeitnehmerkooperativen bereitzustellen. Sie fördern nicht nur hochwertige und befähigende Arbeitsplätze für die Mitglieder der Gemeinschaft, sondern wenden im Vergleich zu anderen Konzernunternehmen häufig auch nachhaltige Geschäftspraktiken an. In diesem demokratischen Arbeitsumfeld unterstützen die Arbeitnehmer den Grundsatz „Ein Arbeitnehmer, eine Stimme“ mit gleichberechtigter Vertretung im Vorstand. Darüber hinaus argumentiert Trebor Scholz jedoch, dass wir uns mit der Eigentumsfrage befassen müssen. Im Jahr 2014 schlug Scholz eine Theorie des Plattformkooperativenismus vor.
Scholz plädiert dafür, dieses alternative Eigentumsmodell auch auf moderne Gig-Economy-Unternehmen anzuwenden. Er argumentiert weiterhin, dass das Problem nicht die Technologie sei: Plattformen seien sowohl effizient als auch skalierbar. Es ist die Eigentümerstruktur selbst, die darüber entscheidet, ob eine Plattform als einflussreich angesehen werden kann und ob sie folglich am Konzept des Plattformkooperativenismus teilnimmt.
Scholz fragt in seinem Buch Uberworked and Underpaid, was Playbour und andere partizipative Arbeitsaktivitäten motiviert. Die Art und Weise, wie Unternehmen wie Facebook, Google und Apple (unter anderem) die Last der Arbeit auf die Verbraucher abwälzen, wird als „Beschönigung des Zauns für das 21. Jahrhundert“ (“whitewashing the fence for the twenty-first century”) bezeichnet, eine Anspielung auf die klassische Erzählung Die Abenteuer von Tom Sawyer. Motivation und versprochene Ergebnisse werden kompliziert, da von den Benutzern erwartet wird, dass sie kostenlos arbeiten, um die Vorteile verschiedener Technologien nutzen zu können. Scholz argumentiert, dass dies eine betrügerische Strategie sei, „die den Anschein erweckt, als würden [Unternehmen] den Menschen lediglich dabei helfen, die Arbeit zu erledigen, die sie bereits tun möchten“ (“[making] it look as if [corporations] are merely helping people to do the work that they are keen to do already”).

### Modding
Das Erstellen von Mods für digitale Spiele ist das perfekte Beispiel für Playbour: Immer mehr Verbraucher digitaler Spiele geben sich nicht damit zufrieden, das Spiel einfach nur zu spielen, sondern bevorzugen es, ihr Spielerlebnis zu verbessern, indem sie selbst Inhalte für das Spiel erstellen. Im Modding können wir die Essenz von Playbour oder freier Arbeit erkennen: Während die Arbeit, eine Modifikation zu erstellen, als spielerisch und unterhaltsam angesehen werden kann, ist sie dennoch Arbeit. In dieser Hinsicht kann Modding einer anderen Form der kollaborativen digitalen Produktion ziemlich ähnlich sein; Open-Source-Softwareentwicklung. Es wird allgemein angenommen, dass Doom (1993) das erste Spiel war, das eine beträchtliche Modder-Basis gewann. Das Aufkommen von Doom-Mods wird normalerweise darauf zurückgeführt, dass der Code des Spiels bewusst so gestaltet wurde, dass von Spielern erstellte Inhalte erleichtert werden. Die bekannteste Modder-Kreation ist wohl Counter-Strike, ursprünglich ein teambasierter Mod für Half-Life (1998). Später wurde es auch der erste kommerziell veröffentlichte Mod.
Modder haben starke Online-Communitys gebildet, um ihre Mods zu teilen und miteinander zusammenzuarbeiten. Die Website Nexus Mods hostet über 280.000 Mod-Dateien für über 1.000 Spiele. Die Website bietet außerdem Modding-Tools und Tutorials für Mod-Entwickler sowie Diskussionsforen für ihre über 23.000.000 Mitglieder. Modding ist zu einem wichtigen Bestandteil der Videospielbranche geworden.
Im Jahr 2012 erstellten die Entwickler von Skyrim, Bethesda Game Studios, ihr eigenes Modding-Kit namens „The Creation Kit“. Das Creation Kit war ein kostenloses Software-Entwicklungstool, mit dem Benutzer Spielinhalte ändern konnten. Die Software ermöglichte es dem Benutzer auch, seine Mods zu teilen, sobald sie fertig waren. Sie könnten die Mods öffentlich auf dem autorisierten Steam Workshop-Kanal veröffentlichen.

## Kontroverse um Playbour und Modding
Modding ist nicht nur ein wichtiger Teil der Gaming-Kultur, sondern auch eine immer wichtigere Wertquelle für die digitale Spielebranche. Spielefirmen behalten in der Regel die geistigen Eigentumsrechte an den Änderungen. Da Spieler eine Kopie des Originalspiels benötigen, um die Modifikationen auszuführen, können Mods die Haltbarkeit des Produkts verlängern. Darüber hinaus können Mods beim Aufbau von Marken (z. B. Counter-Strike) helfen und Unternehmen so eine erhebliche Menge Geld sparen. Marketingkosten machen oft einen großen Teil des Budgets eines Spiels aus, aber erfolgreich etablierte Marken erfordern weniger Marketing. Mods erhöhen zudem die Kundenbindung und sind eine wichtige Innovationsquelle in der digitalen Spielebranche. Eine weitere Möglichkeit für Spieleunternehmen, von der Modding-Kultur zu profitieren, besteht darin, dass sie Modder als bereits geschulte Mitarbeiter einstellen können, ohne dass dem Unternehmen Kosten entstehen.
Während Spieleunternehmen wirtschaftlich von Playbour profitieren können, werden die Spieler, die die Arbeit leisten, nicht völlig entschädigt: Sie erhalten möglicherweise virtuelle Belohnungen im Spiel oder soziales Kapital wie Follower in sozialen Medien. Einige Modding-Sites wie Nexus Mods haben damit begonnen, Crowdfunding-Tools wie Patreon zu nutzen, um Geld für Mod-Autoren zu sammeln. Das Spielerlebnis hat auch einen Wert an sich. Playbour ist eine freiwillige Aktivität und Spieler betrachten Modding normalerweise nicht als Arbeit. Dennoch wurde vermutet, dass Playbour-Modder von der Spieleindustrie ausgenutzt werden.